# Munford (Tennessee)
Munford is een plaats (town) in de Amerikaanse staat Tennessee, en valt bestuurlijk gezien onder Tipton County.

## Demografie
Bij de volkstelling in 2000 werd het aantal inwoners vastgesteld op 4708.
In 2006 is het aantal inwoners door het United States Census Bureau geschat op 6062, een stijging van 1354 (28,8%).

## Geografie
Volgens het United States Census Bureau beslaat de plaats een oppervlakte van
20,8 km², geheel bestaande uit land. Munford ligt op ongeveer 132 m boven zeeniveau.

## Plaatsen in de nabije omgeving
De onderstaande figuur toont nabijgelegen plaatsen in een straal van 16 km rond Munford.